# 2012년 U리그
U리그 2012은 대한민국의 대학축구리그인 U리그의 5번째 시즌이다. 2012년에는 총 72개의 대학축구단이 참가했다. 권역리그는 3월 30일에 개막해 9월 28일까지 진행되었고, 챔피언십(왕중왕전)은 10월 26일에 시작하여 11월 9일에 마무리되었다.

## 우승
| U리그 2012 우승       |
| --------------------- |
| 연세대학교 2번째 우승 |

## 같이 보기
- 2012년 대한민국 FA컵